# Joëlle Milquet
Joëlle F. G. M. Milquet  (17 de febrero de 1961) es una política belga y presidenta de partido el Partido Centro Democrático Humanista (CDH), Ministra del Interior de Bélgica a partir del 6 de diciembre de 2011.

## Educación
Se graduó en Derecho en la Universidad Católica de Lovaina en 1984. En 1985, se licenció en Derecho Europeo en la Universiteit van Amsterdam (UvA)

## Carrera
Comenzó su carrera en Bruselas. De 1995 a 1999 fue delegada en el Senado belga. Aparte de ser presidenta del CDH, desempeñó un papel fundamental en durante las negociaciones de 2007-2008 para la formación de Gobierno Leterme, negociaciones durante las cuales recibió el apodo de "Madame Non" (Señora No) de los medios de comunicación flamencos por su feroz resistencia a la reforma constitucional que daría mayor autonomía a las diferentes comunidades de Bélgica. 
Fue primera ministra adjunta y ministra de Empleo e Igualdad de Oportunidades en el Gobierno Leterme I, que entró en funciones el 20 de marzo de 2008. 
Cuando el gobierno Leterme I finalizó, Joëlle Milquet mantuvo su puesto en el nuevo gobierno de Herman Van Rompuy